# Baza, Granada

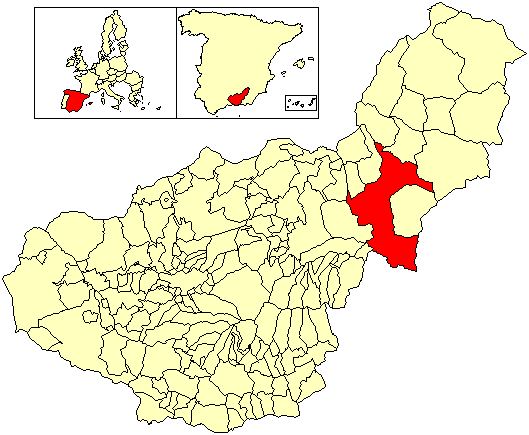
Baza

Baza este un municipiu din Spania, situat în provincia Granada din comunitatea autonomă Andaluzia. Are o populație de 23.287 de locuitori.